# Ringfibel

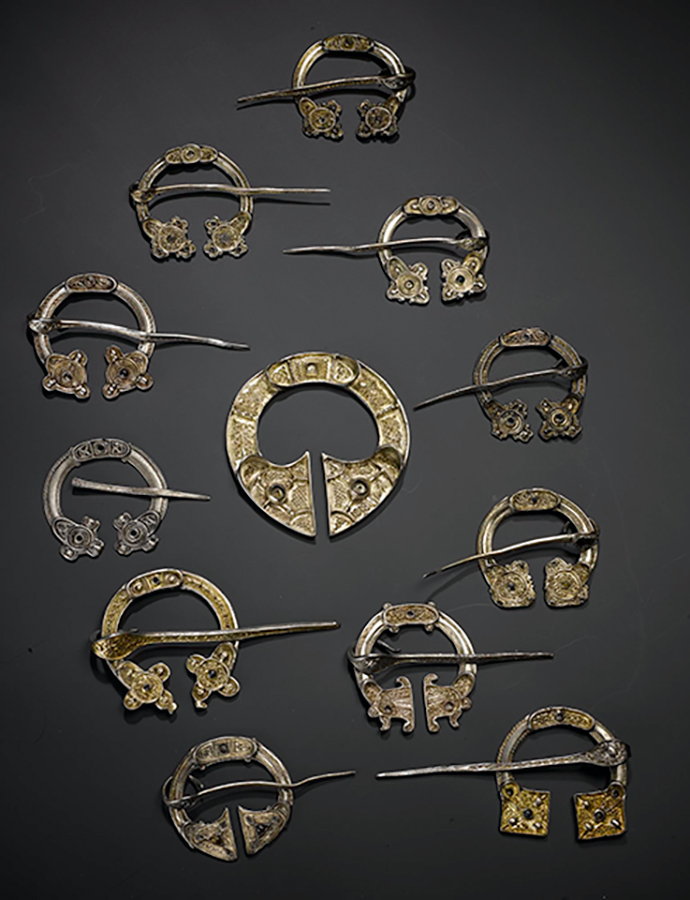
Ringfibeln des St Ninian Hortes

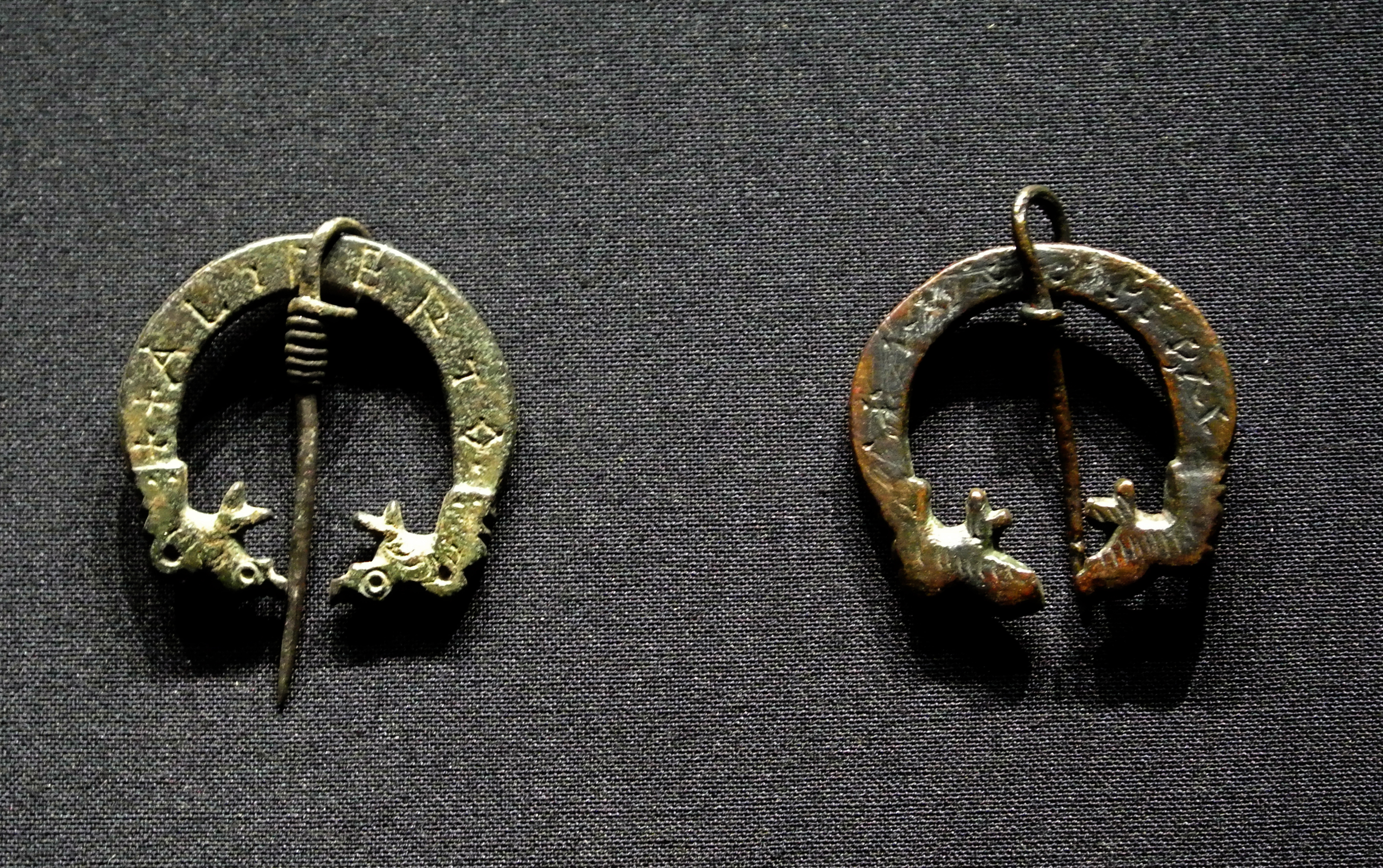
Lombardische mittelalterliche beschriftete Ringfibel

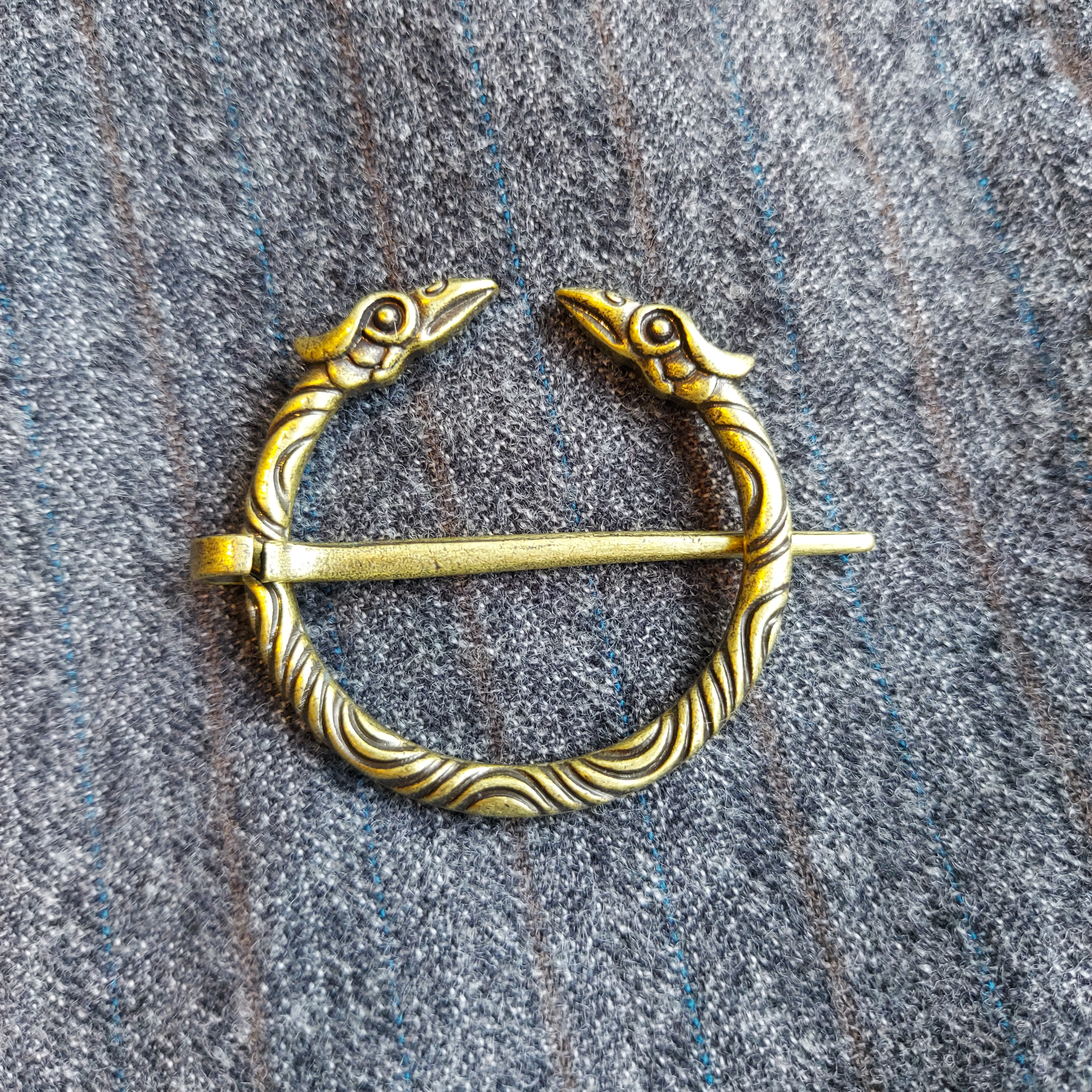
Moderne massenproduzierte Ringfibel für Phantasy-LARP

Ringfibeln (oder Schnallenfibeln) fanden eine weite Verbreitung im provinzial-römischen und germanischen Bereich und werden vom 6. Jahrhundert v. Chr. bis ins 14. Jahrhundert n. Chr. datiert. Der Begriff „Fibel“ leitet sich aus dem lateinischen Wort „fibula“ ab und bedeutet „Spange“. Ringfibeln fanden sich u. a. im Hort von Ardagh, als Distelfibel von Ballynolan, im Depotfund von Penrith, im Reitergrab von Hankenbostel und im Schiffsgrab von Ballateare.
Seit dem 13. Jahrhundert v. Chr. bis ins Mittelalter waren die Fibeln in Europa als Gewandschließen verbreitet. Man benutzte sie anstelle von Knöpfen, um Kleidungsteile zusammenzuhalten. Dekoration und Funktion kamen hierbei zusammen. Fibeln sind eine der wichtigsten Leitformen der Ur- und Frühgeschichte.
Die Ballyspellan-Fibel, eine Ringfibel aus dem 9. Jahrhundert, weist auf der Rückseite eine vierzeilige Ogham-Inschrift auf. Sie wurde im County Kilkenny in Irland entdeckt.